# ولاسوف (شهرستان آلکسیفسکی، استان بلگورود)
ولاسوف (انگلیسی: Vlasov, Alexeyevsky District, Belgorod Oblast) یک شهرک در بخش آلکسیفسکی استان بلگورود کشور روسیه است.